# Jacek Ziober
Jacek Ziober és un futbolista polonés retirat. Va néixer a Łódź, el 18 de novembre de 1965.

## Trajectòria
Ziober va donar les seues primeres passes a l'equip de la seua ciutat natal, l'LKS Lodz, on hi va estar vuit anys, del 1982 fins al 1990. Les seues bones actuacions van fer que el Montpellier HSC, de la Lliga francesa es fixara en ell. A l'equip occità va militar quatre campanyes.
La temporada 93/94 canvia de banda dels Pirineus i s'incorpora a l'CA Osasuna, de la primera divisió. Tot i fer un bon paper, amb 31 partits i 10 gols, no pot evitar que el seu equip siga el darrer de la taula i baixe a Segona. En la categoria d'argent, Ziober acompanya als navarresos dos anys més.
El 1997 torna al seu país, a l'Amica Wronki, on està un any abans de fitxar pel Tampa Bay Mutiny de l'MLS estat-unidenca. En aquest equip es retira del futbol professional.

## Internacional
Ziober va jugar 46 partits internacionals amb la selecció polonesa de futbol, entre 1988 i 1993. Va marcar vuit gols.